# Gotra erythropus
Gotra erythropus är en stekelart som först beskrevs av Cameron 1905.  Gotra erythropus ingår i släktet Gotra och familjen brokparasitsteklar. Inga underarter finns listade i Catalogue of Life.